# Euphorbia goliana
Euphorbia goliana är en törelväxtart som beskrevs av Philibert Commerson och Jean-Baptiste de Lamarck. Euphorbia goliana ingår i släktet törlar, och familjen törelväxter. Inga underarter finns listade i Catalogue of Life.